# マイケル・ピープルズ
スコット・マイケル・ピープルズ（Scott Michael Peoples, 1991年9月5日 - ）は、アメリカ合衆国テキサス州パーカー郡ウェザーフォード出身の元プロ野球選手（投手）。右投右打。愛称は"ピープス"。

## 経歴

### プロ入りとインディアンス傘下時代
2012年のMLBドラフトで14巡目（全体443位）でクリーブランド・インディアンスから指名され、プロ入り。インディアンス傘下のA級からAAA級で7年間プレーした。マイナー通算166試合に登板し48勝44敗、防御率4.16を記録。
2019年はAAAのコロンバス・クリッパーズで主に先発を中心に25試合の登板。10勝6敗、防御率3.98の成績を記録した。

### DeNA時代
2019年11月9日に横浜DeNAベイスターズに入団することが発表された。
2020年は、6月20日にNPB初出場を果たした。最終的に外国人枠の関係もありシーズンを通じての活躍はできず、10試合に登板し、2勝2敗、防御率4.97の成績にとどまったが、12月14日に推定年俸4800万円で契約を更新した。
2021年は、6月19日の広島戦で投球後に倒れ込み、そのまま降板。翌6月20日に登録抹消され、6月23日に急性腰痛症と診断された。リリーフに配置転換され、9月23日に一軍復帰登板を果たした。最終的に18試合に登板し、3勝4敗、防御率4.21を記録。12月2日に自由契約選手として公示された。
2022年1月21日に再契約を結んだ。推定年俸は2500万円。しかし、シーズン初先発となった4月22日の広島戦で持病の腰痛が再発し離脱。その後は二軍でリハビリと調整登板を続けていたが、本人からアメリカに戻り治療がしたいと言う申し出があり、7月18日に球団から退団が発表され、7月25日にウェーバー公示された。退団発表の際には自身のツイッターにて、ファンへの感謝のメッセージも綴られた。

### 現役引退後
2023年1月25日に現役引退を発表し、同時にシアトル・マリナーズ傘下AA級アーカンソー・トラベラーズの投手コーチに就任することが発表された。

## 選手としての特徴・人物
196cmの長身から角度のある最速153km/hのストレートを投じ、スライダー、ツーシーム、チェンジアップなど多彩な変化球を低めに集めるグラウンドボーラータイプ。
制球に優れており、2019年は四球率1.80の数字を残している。
NPBに移籍する3年前に新渡戸稲造の名著「武士道」に出会い、「規律、細かな所作、ミスをおかさない精神。アメリカ合衆国では細かいことは気にしない傾向があるが、侍の考え方はすごく印象に残ったし、侍という生き方に興味を持ちました」と共感し、左腕に「武」のタトゥーを彫り込んでいる。「武士道」の本は来日する際にも持参している。

## 詳細情報

### 年度別投手成績
| 年 度     | 球 団     | 登 板 | 先 発 | 完 投 | 完 封 | 無 四 球 | 勝 利 | 敗 戦 | セ 丨 ブ | ホ 丨 ル ド | 勝 率 | 打 者 | 投 球 回 | 被 安 打 | 被 本 塁 打 | 与 四 球 | 敬 遠 | 与 死 球 | 奪 三 振 | 暴 投 | ボ 丨 ク | 失 点 | 自 責 点 | 防 御 率 | W H I P |
| --------- | --------- | ----- | ----- | ----- | ----- | -------- | ----- | ----- | -------- | ----------- | ----- | ----- | -------- | -------- | ----------- | -------- | ----- | -------- | -------- | ----- | -------- | ----- | -------- | -------- | ------- |
| 2020      | DeNA      | 10    | 7     | 0     | 0     | 0        | 2     | 2     | 0        | 0           | .500  | 166   | 38.0     | 40       | 6           | 13       | 3     | 2        | 29       | 0     | 0        | 22    | 21       | 4.97     | 1.39    |
| 2021      | DeNA      | 18    | 7     | 0     | 0     | 0        | 3     | 4     | 0        | 0           | .429  | 191   | 47.0     | 41       | 5           | 14       | 0     | 2        | 41       | 0     | 0        | 23    | 22       | 4.21     | 1.17    |
| 2022      | DeNA      | 3     | 1     | 0     | 0     | 0        | 0     | 2     | 0        | 0           | .000  | 18    | 3.0      | 9        | 0           | 1        | 0     | 0        | 4        | 0     | 0        | 5     | 5        | 15.00    | 3.33    |
| 通算：3年 | 通算：3年 | 31    | 15    | 0     | 0     | 0        | 5     | 8     | 0        | 0           | .385  | 375   | 88.0     | 90       | 11          | 28       | 3     | 4        | 74       | 0     | 0        | 50    | 48       | 4.91     | 1.34    |

### 年度別守備成績
| 年 度 | 球 団 | 投手  | 投手  | 投手  | 投手  | 投手  | 投手     |
| 年 度 | 球 団 | 試 合 | 刺 殺 | 補 殺 | 失 策 | 併 殺 | 守 備 率 |
| ----- | ----- | ----- | ----- | ----- | ----- | ----- | -------- |
| 2020  | DeNA  | 10    | 0     | 4     | 0     | 0     | 1.000    |
| 2021  | DeNA  | 18    | 0     | 4     | 1     | 0     | .800     |
| 2022  | DeNA  | 3     | 0     | 1     | 0     | 0     | 1.000    |
| 通算  | 通算  | 31    | 0     | 9     | 1     | 0     | .900     |

### 記録
初記録
投手記録
- 初登板・初先発登板：2020年6月20日、対広島東洋カープ2回戦（横浜スタジアム）、6回1失点で勝敗つかず
- 初奪三振：同上、1回表に菊池涼介から空振り三振
- 初勝利・初先発勝利：2020年8月20日、対広島東洋カープ11回戦（MAZDA Zoom-Zoomスタジアム広島）、5回1失点

打撃記録
- 初打席：2020年6月20日、対広島東洋カープ2回戦（横浜スタジアム）、3回裏に床田寛樹から空振り三振
- 初安打：2020年9月17日、対東京ヤクルトスワローズ18回戦（明治神宮野球場）、3回表に高梨裕稔から二塁内野安打

### 背番号
- 45（2020年 - 2022年7月25日）

### 登場曲
- 「Gods gonna cut you down」Johnny Cash（2020年 - 2022年7月25日）